# Masirana abensis
Masirana abensis är en spindelart som först beskrevs av Kobayashi 1973.  Masirana abensis ingår i släktet Masirana och familjen Leptonetidae. Inga underarter finns listade i Catalogue of Life.